# خوسيه لويس أغيري
خوسيه لويس أغيري (بالإسبانية: José Luis Aguirre)‏ هو مجدف إسباني، ولد في 8 مارس 1967 في أوريو في إسبانيا.

## وصلات خارجية
- خوسيه لويس أغيري على موقع الاتحاد الدولي للتجديف (الإنجليزية)
- خوسيه لويس أغيري على موقع أوليمبيديا (الإنجليزية)